# 白谷町
白谷町（しろやちょう）は、愛知県田原市の地名。13の小字が設置されている。

## 地理
旧田原町北部に位置する。東は片浜町、西は仁崎町に接する。

### 字一覧
字名は以下の通りである。
| - 犬喰（いぬくい） - 黒石（くろいし） - 坂下（さかした） - 清水（しみず） - 中畑（なかはた） - 中原（なかはら） - 中山（なかやま） | - 西山（にしやま） - 原（はら） - 東畑（ひがしばた） - 東山（ひがしやま） - 平松（ひらまつ） - 谷津（やつ） |

## 歴史

### 地名の由来
白色の石灰岩を産出する土地であったことに由来する。

### 沿革
- 江戸時代 - 三河国渥美郡の田原藩領の白谷村として所在[8]。
- 1889年（明治22年） - 合併に伴い、童浦村大字白谷となる[8]。
- 1955年（昭和30年） - 合併に伴い、田原町大字白谷となる[8]。

## 世帯数と人口
2015年（平成27年）10月1日現在の世帯数と人口は以下の通りである。
| 町丁   | 世帯数 | 人口  |
| ------ | ------ | ----- |
| 白谷町 | 71世帯 | 239人 |

### 人口の変遷
国勢調査による人口の推移
| 2005年（平成17年） | 267人 | [ 9 ]  |  |
| 2010年（平成22年） | 250人 | [ 10 ] |  |
| 2015年（平成27年） | 239人 | [ 2 ]  |  |

## 学区
市立小・中学校に通う場合、学区は以下の通りとなる。また、公立高等学校に通う場合の学区は以下の通りとなる。
| 番・番地等 | 小学校             | 中学校             | 高等学校 |
| ---------- | ------------------ | ------------------ | -------- |
| 全域       | 田原市立童浦小学校 | 田原市立田原中学校 | 三河学区 |

## 施設
- 八柱神社[5]
- 臨済宗妙心寺派月江寺[5]

## その他

### 日本郵便
- 郵便番号 : 441-3431[3]（集配局：田原郵便局[13]）。